# David Weir
Pour les articles homonymes, voir Weir.
Pour l'athlète handisport britannique du même nom, voir David Weir (athlétisme).
David Gillespie Weir (né le 10 mai 1970 à Falkirk, Écosse) est un footballeur écossais qui joue au poste de défenseur devenu entraineur. Il fait partie du Rangers FC Hall of Fame.
À 41 ans, David Weir arrête sa riche carrière professionnelle, et intègre le staff technique du club d'Everton le 21 février 2012, tout en continuant à jouer avec la réserve du club anglais. 
Il compte 69 sélections (1 but) en équipe nationale d'Écosse. Avec cette équipe il a disputé la Coupe du monde 1998 en France, où il a délivré une passe décisive pour Craig Burley lors du match du Groupe A contre la Norvège. Il fait partie du Tableau d'honneur de l'équipe d'Écosse de football, où figurent les internationaux ayant reçu plus de 50 sélections pour l'Écosse, étant inclus en septembre 2006.

## Carrière joueur
- - Falkirk (1992 - 1996)
- - Heart of Midlothian (1996 - 1999)
- - Everton (1999 - 2007)
- - Glasgow Rangers (2007 - 23/01/2012)[2]

## Palmarès
- Champion d'Écosse en 2009, 2010 et 2011 avec les Glasgow Rangers
- Champion d'Écosse de D2 en 1994 avec Falkirk
- Vainqueur de la Coupe d'Écosse en 1998 avec Heart of Midlothian; en 2008 et 2009 avec les Glasgow Rangers
- Vainqueur de la Coupe de la Ligue écossaise en 2008, 2010 et 2011 avec les Glasgow Rangers
- Finaliste de la Coupe de l'UEFA en 2008 avec les Glasgow Rangers

## Distinctions personnelles
- Élu joueur du mois de février 2010 du Championnat d'Écosse de football[3]
- Membre de l'équipe-type de Scottish Premier League en 2010

## Carrière entraineur
- Sheffield United FC : 2013
- Brentford FC (adjoint) : depuis 2013